# Tomáš Weiss
Tomáš Weiss (* 13. září 1980) je český politolog žijící a působící v Praze na Institutu mezinárodních studií Fakulty sociálních věd Univerzity Karlovy (IMS FSV UK).

## Biografie
V roce 2002 vystudoval bakalářský obor Mezinárodní teritoriální studia a v roce 2005 Evropská studia. V roce 2011 obhájil svou disertační práci „Vnitřní a vnější bezpečnost v Evropské unii. Měnící se role policie a armády v post-moderním státu“ pod vedením prof. Druláka na IMS FSV UK.[zdroj?]
Ve svém výzkumu se zabývá českou a evropskou zahraniční a bezpečnostní politikou, rolí malých států v EU a evropeizací. V minulosti působil jako výzkumný pracovník v Institutu pro evropskou politiku EUROPEUM a v Ústavu mezinárodních vztahů a také vedl na IMS FSV UK Katedru evropských studií. Aktuálně[kdy?] na IMS působí jako zástupce ředitele pro výzkum. Je také garantem magisterského studijního programu Master in Area Studies (MAS).[zdroj?]

## Publikační činnost
Vybrané publikace:
- ŠLOSARČÍK, Ivo - WEISS, Tomáš - YOUNG, Mitchell. Europeizace české státní správy : čtyři instituce, čtyři modely. 1. vyd vyd. Praha: Leges, 2020. 114 s. ISBN 978-80-7502-453-4.
- WEISS, Tomáš. Promoting National Priorities in EU Foreign Policy: The Czech Republic's Foreign Policy in the EU. 1st ed vyd. Abingdon: Routledge, 2017. 139 s. ISBN 978-1-138-21552-8.
- WEISS, Tomáš. Do we need an EU army? Which way for the European security and defence cooperation. 1st ed vyd. Bučovice: Martin Stříž Publishing, 2016. 16 s. ISBN 978-80-87106-91-4.
- WEISS, Tomáš. Role policie a armády v Evropské unii : analýza evropské a národní úrovně s využitím případové studie České republiky. 1. vyd vyd. Praha: Karolinum, 2014. 263 s. ISBN 978-80-246-2381-8.
- ŠLOSARČÍK, Ivo - KASÁKOVÁ, Zuzana - TOMALOVÁ, Eliška - VÁŠKA, Jan - WEISS, Tomáš. Instituce Evropské unie a Lisabonská smlouva. 1. vyd vyd. Praha: Grada, 2013. 248 s. ISBN 978-80-247-3567-2.
- KOZÁK, Kryštof - WEISS, Tomáš - SCHULZOVÁ, Helena - BEČKA, Jan - BRÜSTLOVÁ, Markéta - ŠLOSARČÍK, Ivo - SKÁLOVÁ, Barbora - JIROUDKOVÁ, Adéla - VÁŠKA, Jan - HAUSER, Jan - SVAČINOVÁ, Tereza. Dopady krize v euroatlantickém prostoru. 1. vyd vyd. Praha: Dokořán, 2012. 295 s. ISBN 978-80-7363-444-5.
- KRÁL, David - ŘIHÁČKOVÁ, Věra - WEISS, Tomáš. Views on American foreign policy : the atlanticism of political parties in Central and Eastern Europe. Praha: Institut pro evropskou politiku EUROPEUM, 2008. 222 s. ISBN 80-86993-08-6.